# Weidenbusch-Blatteule
Die Weidenbusch-Blatteule (Ipimorpha retusa), auch Weiden-Blatteule genannt, ist ein Schmetterling (Nachtfalter) aus der Familie der Eulenfalter (Noctuidae).

## Merkmale

### Falter
Die Flügelspannweite der Falter beträgt 28 bis 32 Millimeter. Die Grundfarbe der Vorderflügel variiert von rotbraun bis zu dunkelbraun. Arttypisch sind der spitz vorgezogene Apex und die sich darunter anschließende Einbuchtung am Saum. Äußere und innere Querlinie verlaufen nahezu parallel und gerade. Sie sind hell angelegt. Die Wellenlinie ist stark gezackt, zuweilen undeutlich. Nieren- und Ringmakel sind groß, leicht verdunkelt und dünn weißgelb umrandet. Zapfenmakel fehlen. Die Hinterflügel sind zeichnungslos graubraun, an der Wurzel etwas aufgehellt. Der Saugrüssel der Falter ist gut entwickelt. Die Fühler der Männchen sind kurz bewimpert, diejenigen der Weibchen fadenförmig. Der Thorax ist mit einem deutlichen, kammförmigen Haarbüschel versehen.

### Raupe, Puppe
Jüngere Raupen haben eine grünliche Färbung und sind mit weißlichen Rücken- und Nebenrückenlinien sowie gleichfarbigen Seitenstreifen versehen. Der Kopf hat eine schwarze Farbe. Bei den erwachsenen Tieren ist der Kopf grünlich. Die übrigen Zeichnungselemente entsprechen denjenigen der Jungraupen.
Die Puppe ist rotbraun gefärbt und zeigt am Kremaster zwei nach außen gekrümmte Dornen.

### Ähnliche Arten
Bei den Faltern der ähnlich gezeichneten Pappel-Blatteule (Ipimorpha subtusa) fehlt die Einbuchtung unterhalb des Apex am Saum der Vorderflügel oder ist nur sehr schwach ausgeprägt. Sie besitzen außerdem hell umrandete Zapfenmakel.

## Geographische Verbreitung und Lebensraum
Die Weidenbusch-Blatteule ist in fast ganz Europa verbreitet. Richtung Osten reicht das Verbreitungsgebiet über die Türkei, Sibirien, die Mongolei und China bis nach Korea und Japan. In den Alpen steigt sie bis in Höhen von 1600 Metern. Die Tiere sind hauptsächlich in moorigen Gebieten, Bruchwäldern sowie an sumpfigen Wiesenrändern und Ufergebieten anzutreffen.

## Lebensweise
Hauptflugzeit der nachtaktiven Falter sind die Monate Juli bis September. Sie besuchen angelegte Köder und zuweilen auch künstliche Lichtquellen. Als Nahrungspflanzen der überwiegend von Mai bis Juni lebenden Raupen dienen in erster Linie Weiden- (Salix) und Pappelarten (Populus), wobei Büsche bevorzugt werden. Sie leben meist gesellig und verspinnen sich gerne zwischen den Blättern junger Triebe. Die Verpuppung erfolgt in einem Gespinst in der Erde oder zwischen Laub. Überwinterungsstadium ist das Ei.

## Gefährdung
Die Weidenbusch-Blatteule ist in den meisten deutschen Bundesländern nicht selten und ist gemäß der Roten Liste nicht gefährdet.